# 凱西·麥茲
凱西·亞瑟·麥茲（英語：Casey Arthur Mize，1997年5月1日—），為美國職棒大聯盟的投手，目前效力於底特律老虎。他是2018年美國職棒大聯盟選秀的選秀狀元，並於2020年8月19日登上大聯盟。

## 職業生涯

### 小聯盟
2018年美國職棒大聯盟選秀，老虎隊將麥茲選為選秀狀元。他在6月25日以750萬美元的合約加盟老虎隊。並從新人聯盟起步。2018年他在小聯盟吞下1敗，防禦率為3.95。
2019年，麥茲受邀參加大聯盟春訓。他在高階1A先發4場比賽，防禦率僅0.35。升上2A後的首場先發，麥茲便投出無安打比賽。6月15日，他因為肩膀受傷進入傷兵名單。

### 底特律老虎
2020年8月19日，麥茲被球隊拉上大聯盟。他在初登板面對芝加哥白襪，主投4.1局送出7次三振，失3分無關勝敗。9月11日，麥茲投出5局的無安打，不過到了第6局破功。該年他在老虎隊先發7場，拿下0勝3敗，防禦率6.99。
2021年4月12日，麥茲拿下大聯盟首勝。8月24日，麥茲首度上場打擊，並在滿壘獲得保送，拿下生涯首分打點。整季他投出7勝9敗，防禦率3.71。

## 外部連結
- 球員資訊和成績在MLB ，ESPN ，Baseball Reference ，Baseball Reference (Minors) ，Fangraphs ，The Baseball Cube （英文）

| 前任： 羅伊斯·路易士 | 大聯盟選秀狀元 2018年 | 繼任： 艾德利·拉奇曼 |